# Tadarida tomensis
Tadarida tomensis је сисар из реда слепих мишева (Chiroptera). 

## Угроженост
Ова врста се сматра угроженом.

## Распрострањење
Ареал врсте је ограничен на једну државу. 
Сао Томе и Принсипе је једино познато природно станиште врсте.

## Станиште
Станишта врсте су шуме и саване. 